# シリーズぴこ
『シリーズぴこ』は、日本のショタアニメのシリーズ。ナチュラルハイ製作。世界初の少年愛アニメとして知られている。

## 作品コンセプト
ジャンルとして初めてのものである故に、その間口をできる限り大きく開いたと制作者たちは述懐している。一般にショタといえば男性にとっての同性小児愛的なものであるか、あるいはボーイズラブと呼ばれる、俗に言う腐女子・腐男子向けの作品であるかに分類されるが、初となる作品からそのような内容の方向性や購買層の限定をしてしまうとその時点でジャンルそのものの幅が狭められてしまうとスタッフらは考えた。そこで第1作目『ぼくのぴこ』では、多くが入ってこられやすいように少年のキャラクターデザインを少女然としたものにし、コンセプトも「女装ショタもの」とした。一方でボーイズラブや同性愛要素を残すべく、その少年の相手であり、観る者の視点となるキャラクターに青年タモツを置いた。
結果としては評価は真っ二つに分かれた。ただ、単純に売上部数のみを評価するのであれば、このコンセプトは間違ってはいなかったと言える。また、2006年9月30日に開催された発売記念トークイベントでは制作運営側の予想を大きく越えた盛況となるほか、ソフト・オン・デマンドでは売り上げ一位を記録、amazon.co.jpでもアダルトアニメランキング一位、発売日（2006年9月8日）の週ではアダルト部門全体においても一位を記録するなど、その成功を覗うことができる。
「シリーズぴこ」と銘打ち、第2作目『ぴことちこ』も2007年4月19日に発売されたが、内容的にはそれぞれ直接的な関係はなく、あくまでも「ぴこ」というキャラクターを中心に展開されるという共通点しかない。これはつまり「ぴこ」というキャラクターを使ったスター・システムを用いたシリーズといえる。なお、2007年6月1日には第3作目の製作開始が発表され、2008年10月9日にシリーズぴこ3『ぴこ×CoCo×ちこ』としてリリースした。また2007年11月8日には、一般向けに再構成した「pico〜ぼくの小さな夏物語〜」を発売しており、購買層の拡大を狙っている。
多くのアダルトアニメがそうであるように、性行為の展開以外のストーリーは皆無であるが、そこに到るまでの流れや背景的な場面は存在する。

## 登場人物
ぴこ
本作のヒロインに相当。12歳。永遠の時の少年。一見して女の子と見紛う雰囲気を持っており、タモツも最初は女の子だと思ってしまう。声や仕草もかなり女性的。
一作目では自分の性について悩む場面があるが、2作目以降はうって変わり、明るく性に奔放なゲイの少年になっている。
名前の由来は幼い男の子の勃起の形容「ぴんこ勃ち」から。製作総指揮のとっちんによると、男性の名前によく使われる「彦」からであるとされる。
2007年5月5日に行われたトークイベント「ショタナイト2」ではファンのアンケート回答結果と投票により誕生日は9月7日、血液型はO型であることが決まった。誕生日は「シリーズぴこ」すべての始まりである第1作目『ぼくのぴこ』発売日に由来する。
ちこ
アニメでは2作目から登場するキャラクター。本作と連動して放送されているウェブラジオ「あおぞら通信」などではアニメ本編の登場にかかわらず、ぴことともにパーソナリティを務めている。
別荘を持ち、夏の間はお手伝いさんであるお姉さんと林間で避暑を過ごしており、設定上は資産家の息子ということになっている。年齢は不明だがぴこより年下。
名前の由来は男性器の幼児語「ちんこ」、および男児の性器は包茎であることからの連想による「恥垢」から。とっちんによれば「ちっこい」から。
小柄ながらおちんちんがかなり大きく（平常時は体型相応のサイズ）、勃起するとパンツから亀頭が飛び出すほど。ぴこより巨根である。
ぴこに出会って初めてエッチをするまで精通していなかった。性知識も皆無に等しかった（お姉さんのオナニーも意味を理解せず覗いていた）が、すぐフェラチオを覚えるなど、のみこみが凄まじく速い。
羞恥心は余りなく、ぴことの裸になる必然性のない遊びでも、全裸になる。3作目後半で女装姿になるが、特に恥ずかしがることもなく着こなしている。
2007年5月5日に行われたトークイベント「ショタナイト2」ではファンのアンケート回答結果と投票により誕生日は5月5日、血液型はB型であることが決まった。こどもの日であることに由来するが、これはちこのパーソナルデータが決まった『ぴことちこ』発売記念イベントにあたる「ショタナイト2」の開催日でもある。
CoCo
アニメでは3作目から登場するキャラクターで、長い黒髪が特徴。
東京にある地下鉄に繋がった謎の部屋に住んでいる。
素性、正体は一切不明。性欲旺盛で淫乱なところがあり、すぐにぴこやちこの体を求める。
タモツ（モッくん）
声 - 未公開（ぼくのぴこ）/平川大輔（pico〜ぼくの小さな夏物語〜）
アニメ1作目『ぼくのぴこ』における、視点上の主人公。22歳。営業課のサラリーマンだが、しばしば仕事から離れて公園に出掛けたり、喫茶店で休むなどしている。
ぴこから「モッくん」というニックネームを付けられ、劇中はこの名で呼ばれる。
名前の由来は男性器の俗称「物（イチモツ）」から。もともとは制作中における仮の名前であったが、ぴこ以外のバックグラウンドなどどうでも良いという理由から、そのままこの名前が使われることとなった。
おじいさん
タモツの贔屓にしている喫茶店のマスター。アニメ1作目の『ぼくのぴこ』に登場。ぴこの祖父にあたり、常連客であるタモツに、友達になってやれないかとぴこを紹介する。
劇中はほとんど置物状態で、当初のシナリオでは台詞すらなかった。
お姉さん
ちこの別荘の家事を担うお手伝いさんでアニメ2作目である『ぴことちこ』に登場。日本で一般的にイメージされるメイドとは異なり、もっと母性的な存在として描かれている。夜な夜なマスターベーションにふけっており、その様子を天井からちこに覗かれていた。
作中では名前はなかったが、ウェブラジオ「あおぞら通信」第49回放送にゲスト出演した際、「安藤まこ」という名に正式決定した。これは同ウェブラジオでのファンからの投稿によるものである。由来は「ぴこ」「ちこ」の響きにちなみ、女性器の俗称である「まんこ」から。

## どしゃぶり通信
どしゃぶり通信（どしゃぶりつうしん）は「シリーズぴこ」に関連するウェブテレビ。正式名は「とっちん&金子の［どしゃぶり通信］」。
同じく「シリーズぴこ」に関連するウェブラジオである「あおぞら通信」にちなみ、製作総指揮のとっちんが企画した番組で、プロデューサーの金子政路ととっちんがパーソナリティーを務めるほか、着ぐるみのぴことちこが背後に座している。
内容は製作裏話などであり、「あおぞら通信」のゲスト枠だけを抜き出したような様を呈している。

## 反響

### 日本国外からの反響
一作目である『ぼくのぴこ』がリリース後、すぐにYouTubeなどを通じて複製配信が行われ、瞬く間に英語字幕入りの版が海外に流通し様々な話題を呼び、公式発表によれば10万件以上の違法ダウンロードがあったとされる。不当とは言え、需要性を強くみた本作のスタッフらは公式に外語版の制作する決定を発表したが、2017年の時点ではまだ外語版は発売されていない。

## 受賞歴
作品ごとの受賞歴はそれぞれ、ぼくのぴこ、ぴことちこを参照。
- SOD大賞特別賞受賞（プロデューサー金子政路）
- Galge.comアクセスランキングニュース部門第3位（『ぼくのぴこ』 関連記事）

## ゲーム
「ぴことちこ ショタアイドルのオシゴト」は、てぃんこーべるより発売されたアダルトゲーム。